# Pirargirita
La pirargirita es un mineral de plata, de la familia de las sulfosales, dentro de los sulfuros. Además de azufre y plata contiene antimonio. Es conocido desde el siglo XVI, con distintas denominaciones, aunque no fue descrito hasta 1831 por Ernst Friedrich Glocker. Su nombre deriva del griego, pyr y argyros, plata de fuego, en alusión a su color rojo y a su contenido en plata.

## Propiedades
La pirargirita es un polimorfo de la piradoketosita y de la pirostilpnita, dentro del grupo de los neso-sulfoarsenitos. Es el análogo de la proustita con antimonio en lugar de arsénico, y forma una serie con ella, y habitualmente contiene pequeñas cantidades de arsénico. Aparece como cristales bien definidos o como masas cristalinas. Se caracteriza por su color rojo, que se oscurece por acción de la luz. Es translúcido y tiene un brillo adamantino. Sus cristales tienen forma prismática, son hemiédricos y muy frecuentemente aparecen maclados, habitualmente según {1014}, menos frecuentemente según  {1011} {1120} y raramente según {0120}. Estos cristales son muy apreciados por los coleccionistas de minerales. Tiene   dureza 2,5 a 3 en la Escala de Mohs. Funde bajo influencia del soplete y es soluble en HNO3, HCI y KOH.

## Yacimientos
La pirargirita, se forma a bajas temperaturas en los filones de plata, como mineral que cristaliza luego en la secuencia de la deposición primaria. Aparece asociado a galena, pirita, acantita y miargirita. Dentro de los minerales de plata, es uno de los más frecuentes, habiéndose encontrado en más de mil localidades en el mundo. Son notables los ejemplares encontrados en varias minas del distrito minero de St. Andreasberg, Goslar, Baja Sajonia (Alemania) especialmente en la mina Samson, que fue explotada para obtener plata entre 1521 y 1910. En el municipio de Guanajuato, en el estado del mismo nombre (México) se encuentra en muchas minas, asociada a proustita, habiéndose obtenido ejemplares excelentes de ambos minerales.En Bolivia se han encontrado buenos cristales en las minas de Colquechaca, en Chayanta, Potosí. En España se ha encontrado principalmente en las minas de Hiendelaencina (Guadalajara) y Guadalcanal (Sevilla). En los Estados Unidos, aparece en varios filones de plata en Colorado, Nevada, Nuevo México e Idaho.

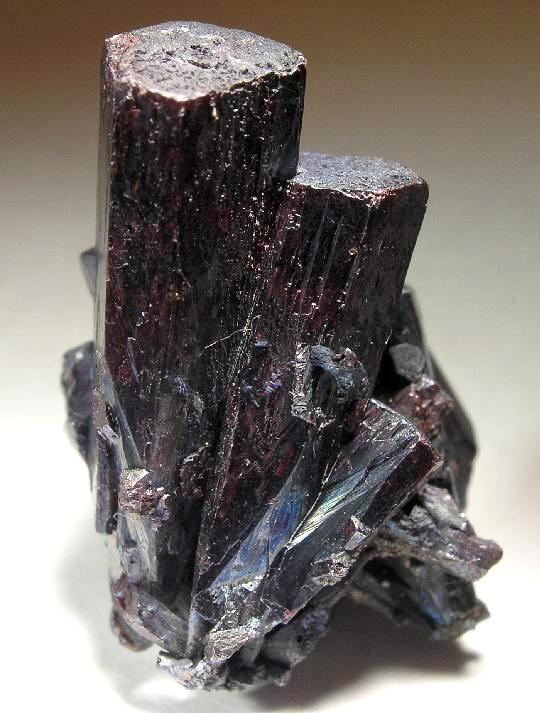
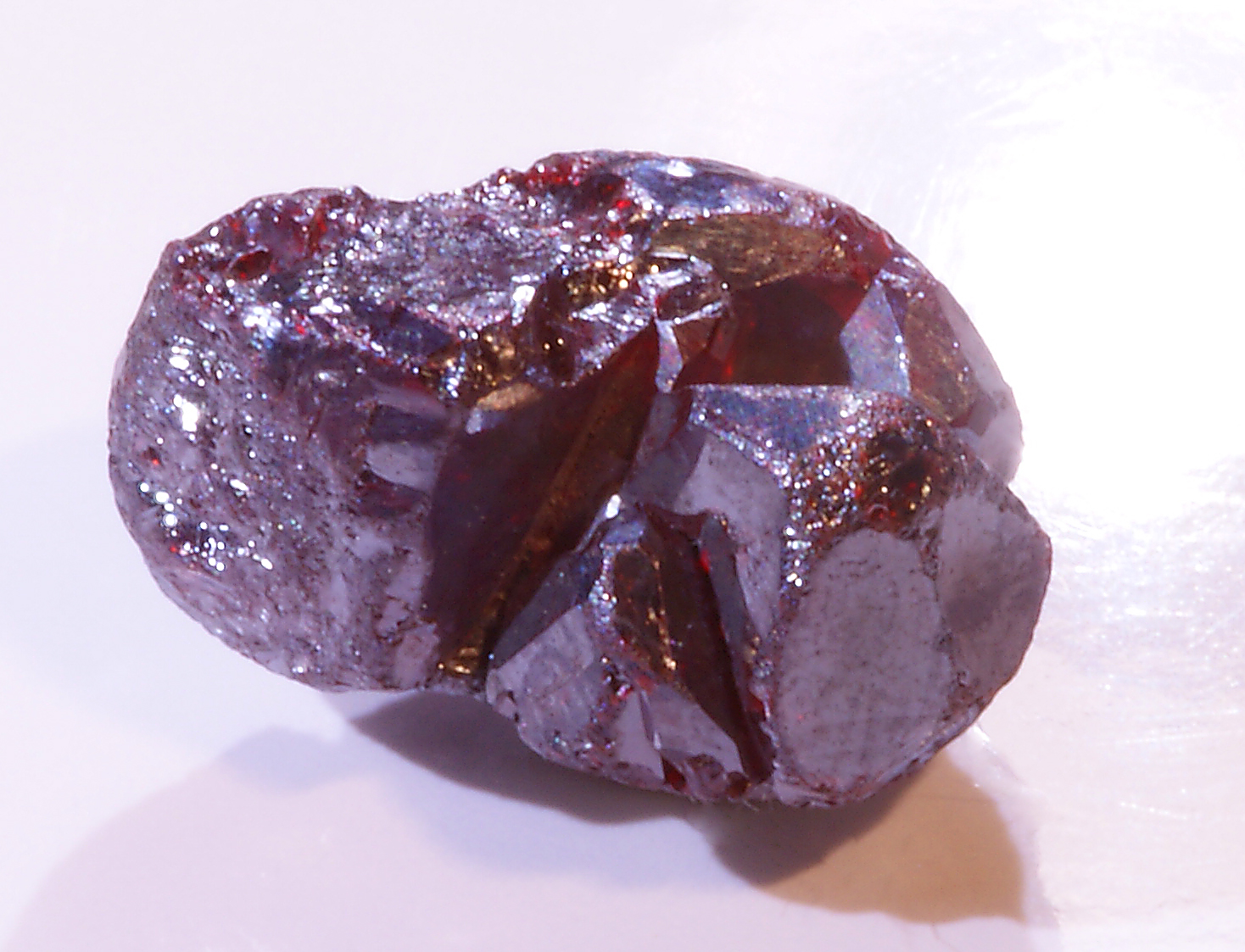
St Andreasberg, Harz, Baja Sajonia (1.8x1.3 cm)
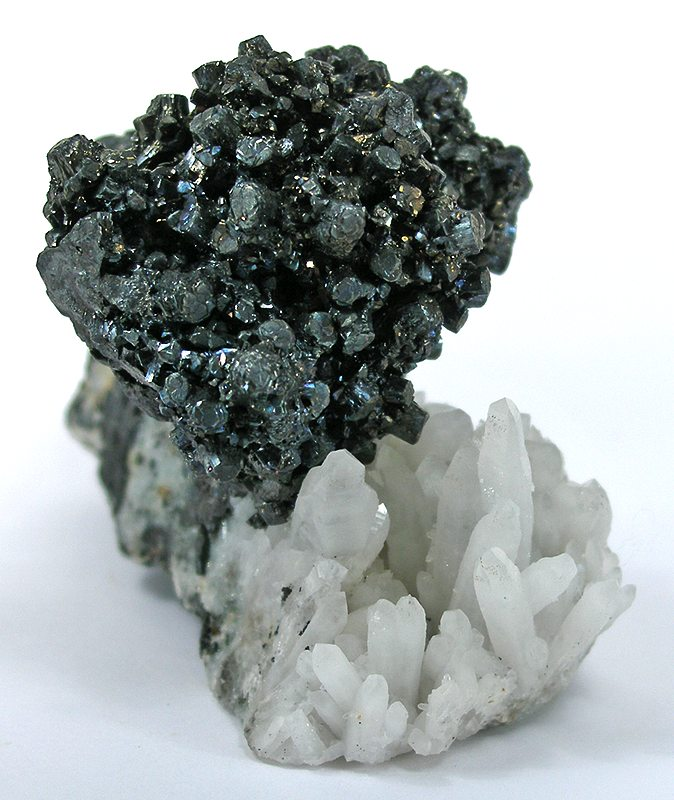
Pirargirita-agregado al cuarzo, de Taxco, Guerrero, México (12 x 8,7 x 7 cm)
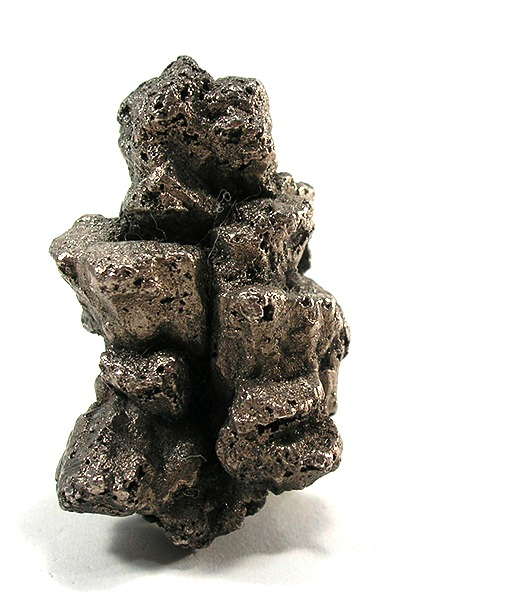
Pseudomorfosis de plata con pirargirita de Zacatecas, México (4,1 x 2,4 x 2,4 cm)